# Who I Smoke
『Who I Smoke』 は、Yungeen Ace、Spinabenz、FastMoney Goon、Whoppa Wit Da Choppa（フィーチャリング）により、2021年4月16日にリリースされた楽曲。ヴァネッサ・カールトンのヒット曲である「サウザンド・マイルズ」をサンプリングしている。

## 概要
『Who I Smoke』は2021年3月29日に、SpinabenzのYouTubeチャンネル上にてミュージックビデオという形で初公開された。その後の4月16日にはシングルとしてリリース、7月にはYungeen Aceのアルバムである『Life of Betrayal 2x』に収録された。2022年7月にはアメリカレコード協会（RIAA）からゴールド認定を獲得。
2002年にヴァネッサ・カールトンリリースした「A Thousand Miles（サウザンド・マイルズ）」をサンプリングしており、曲の序盤の数十秒間は原曲がほぼそのまま再生される。しかしその後のラップパートでは、サンプリング元の陽気な雰囲気とは一転して激しい口調のバースが繰り広げられる。なおカールトンは本楽曲に対して、サウザンド・マイルズの使用許可を出しており、その結果、『Who I Smoke』は様々な音楽プラットフォームでの配信を行うことが可能となった。
参加したアーティストは、フロリダ州ジャクソンビルを拠点とするストリートギャング「ATK」と深い関係にあるとされる。「ATK」は「Ace's Top Killers」、「Ace to Kill」、「Aim to Kill」の略だとされており、同地域で発生する多数の銃撃や殺人などの暴力犯罪に関与している。この楽曲はまさに、「ATK」とその敵対ギャングの苛烈な抗争の末に生まれたものであり、歌詞の内容も相手メンバーを激しく侮辱（ディスリスペクト）するものである。
この楽曲のタイトルにもある「Smoke」とは、主に米国において俗に「～を銃殺する、消す」を意味する。特に「Who I Smoke（俺は誰を殺した？）」というフレーズは、楽曲タイトルとしてのみならず、抗争により死亡した敵対ギャングのメンバーの名前とともに歌詞中にも登場する。
殺人をも示唆する暴力的な内容の歌詞に物議を醸した一方、ソーシャルメディアや音楽プラットフォーム上では大きな話題を集め、MVの再生回数は公開からわずか2週間で約800万回を記録するなどバイラルヒットとなった。なお2025年6月15日時点、同MVは5500万再生を記録している。

## ATK vs. KTA
「ATK」は、特に同じジャクソンビルを拠点とするギャング「KTA」（Kill Them Allの略）と激しく対立している。2017年、KTAの下部組織「6-Block」のメンバーであるJulio Foolioのいとこが自宅で殺害されて以降、ATKとKTAの対立は激化した。報復として2018年6月5日には、友人の誕生日を祝うために外出していたYungeen Aceが銃撃され、弟を含むYungeen Ace以外の同乗者3名全員が死亡。Yungeen Ace自身も8発の銃弾を受けて重症を負った。
この『Who I Smoke』も、特にFoolioをターゲットにしたディスが繰り広げられており、歌詞にはFoolioの友人を含む死亡した敵対ギャングのメンバーの名前が多く登場する。

### 楽曲に関連する事件・出来事
『Who I Smoke』に登場する人物名は太字で記載。
| 日時           | 概要 |
| -------------- | --- |
| 2017年5月27日  | Julio Foolioの従兄弟であるJitt（当時18歳）が、自宅に押し入った男に射殺される。またザイオンの2人の妹（9歳と16歳）も銃撃により負傷した。犯人はATKのメンバー。この事件はジャクソンビルのギャング間抗争を激化させるきっかけとなった。 |
| 2018年6月5日   | 友人の誕生日を祝うために外出していたYungeen Aceと同乗者3名が、車で停車中のところを突如襲撃された。Yungeen Ace自身は8発の銃弾を受け重症を負うも奇跡的に生還。一方で彼以外の同乗者3名（弟と友人2人）は全員死亡した。 |
| 2018年7月21日  | 6-BlockのメンバーであるTrey Dが殺害される。 |
| 2019年2月26日  | Foolioの弟であるBibbyがアパートの駐車場で殺害された。犯人はATKメンバーの「Ksoo」であった（歌詞でもKsooが言及されている）。彼の逮捕時の令状によると、Ksooは「殺人を自慢する写真や動画を数本投稿した」とされる。なおKsooは、Yungeen Aceと共に2020年に「ATK War」という楽曲を制作・公開していた。                                       |
| 2019年5月7日   | 6-BlockのメンバーであるTekiが、ATK等のメンバーにより銃撃され負傷。同月24日に死亡。 |
| 2020年5月3日   | Lil Peedyが銃撃により死亡。 |
| 2020年6月8日   | Lil NineがATKメンバーらの銃撃により死亡。 |
| 2020年6月29日  | JumpoutがAmazonの倉庫敷地内で銃撃され死亡。またこの事件で、周辺にいた2名の男性が負傷している。 |
| 2020年7月??日  | テキサス州ヒューストンでFoolioが銃撃され負傷、命に別状はなかった。彼は入院中、病院のベッドからライブ配信を行っており、『Who I Smoke』の歌詞中でもこの件が取り上げられている。 |
| 2020年11月20日 | Rod Kが銃撃され死亡した。 |
| 2021年3月29日  | 楽曲『Who I Smoke』が初公開。 |
| 2021年4月23日  | Foolioはアンサーとして、『When I See You』という楽曲を公開。Fantasiaによる同名の楽曲『When I See U』をサンプリングしたラップソングである。2018年に発生したYungeen Aceらが銃撃された事件を槍玉に挙げ、当時のニュース音声を使用する、「4人が撃たれ、3人が最悪な死に方をした」という歌詞があるなど、Aceを強く意識した内容となっている。 |
| 2021年5月14日  | Foolioはさらに対抗として『Who I Smoke』という同名の楽曲を公開した。この楽曲でもサウザンド・マイルズがサンプリングされており、明らかにATK側の楽曲を意識したものとなっている。サビでは「Who I Smoke? ◯◯」（◯◯は人名）という同じフレーズを使用し、死亡したATK側のメンバーを侮辱する内容となっている。                                   |
| 2022年9月5日   | Spinabenzが有罪判決を受けた重罪犯による銃器所持の容疑で逮捕される。この裁判において『Who I Smoke』を含む複数の楽曲の歌詞が、検察側により有罪の証拠として提出された。10月、陪審員は無罪であると評決した。 |
| 2024年6月23日  | Foolioはタンパのホテル駐車場で武装した男3人に待ち伏せされ、銃撃を受けた。Foolio以外の同乗者3名は負傷したものの生還。しかし唯一Foolioのみが死亡した。なお事件が発生したのは、Foolioの26歳の誕生日を祝った日の深夜であった。 |
| 2024年6月24日  | Yungeen Aceは『Do It』という楽曲を発表。この楽曲はFoolioが死亡した直後に公開され、ミュージックビデオでは覆面をした男が登場し、別の男を射殺するシーンも存在する。曲中にFoolioの名前こそ登場しないものの、彼を意識した歌詞もいくつか登場しており、一部ではAceが事件と関与しているのではないかと噂されている。                          |
| 2024年7月27日  | SpinabenzとWhoppa Wit Da Choppaは『Foolio Dead』という楽曲を公開した。またSpinabenzは『Who I Smoke』のミュージックビデオのコメント欄で、本楽曲へのリンクとともに「Foolio Dead FR」と投稿した。 |

## 批評
北米のWEBメディア『HotNewHipHop（HNHH）』は本楽曲について、「最も優れており、最も失礼なラップ」「今年最も失礼な曲の一つであり、そしておそらく過去10年間で最も笑えるディストラック」であると評した。
また米国の『Complex』では、本楽曲について「非常に失礼な歌詞」とした一方で、「衝撃的な価値の裏には、紛れもなく才能豊かな新時代のラッパーがおり、それぞれ独自のやり方で注目を集めている」とした。
一方でサンプリング元であるヴァネッサ・カールトンは、自身のSNS上で『Who I Smoke』を擁護する声明を発表した。彼女は「私の使用許可に対して怒りやショックを表明している白人たちへ、なぜそう感じるのか自問自答してから、これを読んでほしい」と『白人至上主義と黒人大衆文化の過剰消費』と題された論文へのリンクを添付した。またカールトンはクエンティン・タランティーノ監督・脚本の映画『レザボア・ドッグス』のワンシーン（マイケル・マドセン演じる『ミスター・ブロンド』が、ラジオで『スタック・イン・ザ・ミドル・ウィズ・ユー』を流しながら警官の耳を削ぎ落とす場面）を引用し、「白人による暴力やその物語を題材にしたポピュラーソングは問題視されない」との持論を展開している。

## 認定
| 国/地域                          | 認定 | 認定/売上数 |
| -------------------------------- | ---- | ----------- |
| アメリカ合衆国 (RIAA)            | Gold | 500,000     |
| 認定のみに基づく売上数と再生回数 |      |             |